# Conny Kissling
Cornelia „Conny” Kissling później Lehmann (ur. 18 lipca 1961 w Hubel) – szwajcarska narciarka dowolna, czterokrotna medalistka mistrzostw świata i wielokrotna zdobywczyni Pucharu Świata.

## Kariera
Jej największym sukcesem jest złoty medal w kombinacji wywalczony na mistrzostwach świata w Tignes. Ponadto trzykrotnie zdobywała srebrne medale: w balecie narciarskim i kombinacji na mistrzostwach świata w Oberjoch oraz w kombinacji na mistrzostwach świata w Lake Placid.
Startowała na igrzyskach w Calgary, w pokazowych zawodach w narciarstwie dowolnym. Zajęła tam trzecie miejsce w jeździe po muldach i balecie narciarskim oraz szóste miejsce w skokach akrobatycznych. Cztery lata później na igrzyskach w Albertville startowała w jeździe po muldach gdzie zajęła 13. miejsce oraz w balecie narciarskim, gdzie była pierwsza. Balet narciarski był jedynie dyscypliną pokazową więc medali nie przyznawano.
Conny Kissling jest rekordzistką pod względem wygranych w klasyfikacji generalnej Pucharu Świata oraz w ilości zwycięstw w zawodach tego cyklu. W klasyfikacji generalnej triumfowała aż dziesięciokrotnie (sezony: 1982/1983, 1983/1984, 1984/1985, 1985/1986, 1986/1987, 1987/1988, 1988/1989, 1989/1990, 1990/1991 oraz 1991/1992). 204 razy stawała na podium zawodów Pucharu Świata, w tym 106 razy zwyciężała. Poza tym trzykrotnie zwyciężała w klasyfikacji baletu (sezony 1989/1990 – 1991/1992) oraz dziewięciokrotnie w klasyfikacji kombinacji (sezony 1983/1984 – 1991/1992).
W 1992 r. zakończyła karierę. 1 czerwca 2002 r. wyszła za mąż za byłego narciarza alpejskiego Ursa Lehmanna.

## Osiągnięcia

### Igrzyska olimpijskie
| Miejsce | Dzień     | Rok  | Miejscowość | Konkurencja      | Zwyciężczyni     |
| ------- | --------- | ---- | ----------- | ---------------- | ---------------- |
| 13.     | 13 lutego | 1992 | Albertville | Jazda po muldach | Donna Weinbrecht |

### Mistrzostwa świata
| Miejsce | Dzień     | Rok  | Miejscowość | Konkurencja        | Zwyciężczyni         |
| ------- | --------- | ---- | ----------- | ------------------ | -------------------- |
| 5.      | 2 lutego  | 1986 | Tignes      | Jazda po muldach   | Mary-Jo Tiampo       |
| 9.      | 4 lutego  | 1986 | Tignes      | Skoki akrobatyczne | Maria Quintana       |
| 4.      | 6 lutego  | 1986 | Tignes      | Balet narciarski   | Jan Bucher           |
| 1.      | 6 lutego  | 1986 | Tignes      | Kombinacja         | -                    |
| 2.      | 1 marca   | 1989 | Oberjoch    | Balet narciarski   | Jan Bucher           |
| 13.     | 3 marca   | 1989 | Oberjoch    | Jazda po muldach   | Raphaëlle Monod      |
| 2.      | 5 marca   | 1989 | Oberjoch    | Kombinacja         | Melanie Palenik      |
| 20.     | 5 marca   | 1989 | Oberjoch    | Skoki akrobatyczne | Catherine Lombard    |
| 12.     | 11 lutego | 1991 | Lake Placid | Balet narciarski   | Ellen Breen          |
| 15.     | 13 lutego | 1991 | Lake Placid | Jazda po muldach   | Donna Weinbrecht     |
| 15.     | 16 lutego | 1991 | Lake Placid | Skoki akrobatyczne | Wasilisa Siemienczuk |
| 2.      | 16 lutego | 1991 | Lake Placid | Kombinacja         | Maja Schmid          |

### Puchar Świata

#### Miejsca w klasyfikacji generalnej
- sezon 1980/1981 – 14.
- sezon 1981/1982 – 2.
- sezon 1982/1983 – 1.
- sezon 1983/1984 – 1.
- sezon 1984/1985 – 1.
- sezon 1985/1986 – 1.
- sezon 1986/1987 – 1.
- sezon 1987/1988 – 1.
- sezon 1988/1989 – 1.
- sezon 1989/1990 – 1.
- sezon 1990/1991 – 1.
- sezon 1991/1992 – 1.

#### Miejsca na podium
1. Snowqualmie – 3 stycznia 1982 (Balet) – 2. miejsce
2. Calgary – 17 stycznia 1982 (Skoki akrobatyczne) – 2. miejsce
3. Angel Fire – 22 stycznia 1982 (Balet) – 2. miejsce
4. Morin-Heights – 31 stycznia 1982 (Skoki akrobatyczne) – 2. miejsce
5. Morin-Heights – 31 stycznia 1982 (Kombinacja) – 1. miejsce
6. Mont-Sainte-Anne – 4 lutego 1982 (Kombinacja) – 2. miejsce
7. Mont-Sainte-Anne – 6 lutego 1982 (Balet) – 3. miejsce
8. Mont-Sainte-Anne – 7 lutego 1982 (Kombinacja) – 2. miejsce
9. Adelboden – 6 marca 1982 (Balet) – 2. miejsce
10. Adelboden – 7 marca 1982 (Skoki akrobatyczne) – 3. miejsce
11. Adelboden – 7 marca 1982 (Kombinacja) – 2. miejsce
12. Livigno – 12 marca 1982 (Balet) – 3. miejsce
13. Oberjoch – 20 marca 1982 (Balet) – 2. miejsce
14. Oberjoch – 21 marca 1982 (Kombinacja) – 3. miejsce
15. Tignes – 25 marca 1982 (Balet) – 3. miejsce
16. Tignes – 26 marca 1982 (Kombinacja) – 3. miejsce
17. Mariazell – 3 stycznia 1983 (Balet) – 3. miejsce
18. Tignes – 20 stycznia 1983 (Balet) – 3. miejsce
19. Tignes – 21 stycznia 1983 (Kombinacja) – 2. miejsce
20. Tignes – 22 stycznia 1983 (Kombinacja) – 1. miejsce
21. Oberjoch – 29 stycznia 1983 (Balet) – 3. miejsce
22. Livigno – 2 lutego 1983 (Balet) – 2. miejsce
23. Livigno – 4 lutego 1983 (Kombinacja) – 2. miejsce
24. Ravascletto – 13 lutego 1983 (Skoki akrobatyczne) – 3. miejsce
25. Ravascletto – 13 lutego 1983 (Kombinacja) – 2. miejsce
26. Angel Fire – 17 marca 1983 (Balet) – 3. miejsce
27. Angel Fire – 19 marca 1983 (Skoki akrobatyczne) – 2. miejsce
28. Angel Fire – 19 marca 1983 (Skoki akrobatyczne) – 3. miejsce
29. Angel Fire – 19 marca 1983 (Kombinacja) – 1. miejsce
30. Stoneham – 14 stycznia 1984 (Balet) – 3. miejsce
31. Stoneham – 15 stycznia 1984 (Kombinacja) – 1. miejsce
32. Stoneham – 15 stycznia 1984 (Skoki akrobatyczne) – 1. miejsce
33. Breckenridge – 20 stycznia 1984 (Balet) – 2. miejsce
34. Breckenridge – 21 stycznia 1984 (Kombinacja) – 1. miejsce
35. Courchevel – 3 lutego 1984 (Balet) – 3. miejsce
36. Courchevel – 5 lutego 1984 (Kombinacja) – 2. miejsce
37. Gostling – 25 lutego 1984 (Balet) – 2. miejsce
38. Gostling – 27 lutego 1984 (Kombinacja) – 2. miejsce
39. Ravascletto – 28 lutego 1984 (Balet) – 2. miejsce
40. Ravascletto – 29 lutego 1984 (Skoki akrobatyczne) – 2. miejsce
41. Oberjoch – 3 marca 1984 (Balet) – 3. miejsce
42. Oberjoch – 4 marca 1984 (Kombinacja) – 1. miejsce
43. Campitello Matese – 8 marca 1984 (Kombinacja) – 1. miejsce
44. Campitello Matese – 12 marca 1984 (Skoki akrobatyczne) – 2. miejsce
45. Sälen – 20 marca 1984 (Balet) – 3. miejsce
46. Sälen – 21 marca 1984 (Kombinacja) – 1. miejsce
47. Sälen – 22 marca 1984 (Skoki akrobatyczne) – 3. miejsce
48. Tignes – 27 marca 1984 (Balet) – 3. miejsce
49. Tignes – 29 marca 1984 (Kombinacja) – 1. miejsce
50. Tignes – 13 grudnia 1984 (Skoki akrobatyczne) – 2. miejsce
51. Mont Gabriel – 12 stycznia 1985 (Balet) – 2. miejsce
52. Mont Gabriel – 13 stycznia 1985 (Kombinacja) – 1. miejsce
53. Mont Gabriel – 13 stycznia 1985 (Skoki akrobatyczne) – 1. miejsce
54. Lake Placid – 18 stycznia 1985 (Jazda po muldach) – 1. miejsce
55. Lake Placid – 19 stycznia 1985 (Balet) – 1. miejsce
56. Lake Placid – 20 stycznia 1985 (Skoki akrobatyczne) – 2. miejsce
57. Lake Placid – 20 stycznia 1985 (Kombinacja) – 1. miejsce
58. Breckenridge – 25 stycznia 1985 (Balet) – 2. miejsce
59. Breckenridge – 27 stycznia 1985 (Kombinacja) – 1. miejsce
60. Breckenridge – 27 stycznia 1985 (Skoki akrobatyczne) – 2. miejsce
61. La Sauze – 1 lutego 1985 (Balet) – 3. miejsce
62. La Sauze – 2 lutego 1985 (Skoki akrobatyczne) – 2. miejsce
63. Pra Loup – 3 lutego 1985 (Kombinacja) – 1. miejsce
64. Kranjska Gora – 20 lutego 1985 (Balet) – 1. miejsce
65. Kranjska Gora – 21 lutego 1985 (Skoki akrobatyczne) – 2. miejsce
66. Oberjoch – 3 marca 1985 (Kombinacja) – 1. miejsce
67. Mariazell – 7 marca 1985 (Jazda po muldach) – 3. miejsce
68. Mariazell – 9 marca 1985 (Balet) – 3. miejsce
69. Pila – 12 marca 1985 (Kombinacja) – 1. miejsce
70. La Clusaz – 17 marca 1985 (Balet) – 3. miejsce
71. Tignes – 12 grudnia 1985 (Balet) – 2. miejsce
72. Tignes – 13 grudnia 1985 (Kombinacja) – 1. miejsce
73. Tignes – 13 grudnia 1985 (Kombinacja) – 3. miejsce
74. Mont Gabriel – 10 stycznia 1986 (Balet) – 3. miejsce
75. Mont Gabriel – 12 stycznia 1986 (Kombinacja) – 1. miejsce
76. Lake Placid – 17 stycznia 1986 (Jazda po muldach) – 2. miejsce
77. Breckenridge – 23 stycznia 1986 (Kombinacja) – 1. miejsce
78. Breckenridge – 25 stycznia 1986 (Kombinacja) – 1. miejsce
79. Oberjoch – 28 lutego 1986 (Balet) – 3. miejsce
80. Oberjoch – 2 marca 1986 (Kombinacja) – 1. miejsce
81. Voss – 8 marca 1986 (Balet) – 3. miejsce
82. Voss – 9 marca 1986 (Kombinacja) – 1. miejsce
83. Tignes – 12 grudnia 1986 (Kombinacja) – 1. miejsce
84. Tignes – 12 grudnia 1986 (Balet) – 2. miejsce
85. Mont Gabriel – 9 stycznia 1987 (Balet) – 3. miejsce
86. Mont Gabriel – 11 stycznia 1987 (Kombinacja) – 1. miejsce
87. Breckenridge – 21 stycznia 1987 (Balet) – 3. miejsce
88. Breckenridge – 22 stycznia 1987 (Balet) – 2. miejsce
89. Breckenridge – 22 stycznia 1987 (Kombinacja) – 1. miejsce
90. Breckenridge – 24 stycznia 1987 (Kombinacja) – 1. miejsce
91. Calgary – 30 stycznia 1987 (Jazda po muldach) – 2. miejsce
92. Calgary – 31 stycznia 1987 (Balet) – 3. miejsce
93. Calgary – 1 lutego 1987 (Kombinacja) – 1. miejsce
94. Mariazell – 21 lutego 1987 (Jazda po muldach) – 1. miejsce
95. Voss – 27 lutego 1987 (Balet) – 2. miejsce
96. Voss – 28 lutego 1987 (Jazda po muldach) – 1. miejsce
97. Voss – 1 marca 1987 (Kombinacja) – 1. miejsce
98. Oberjoch – 6 marca 1987 (Balet) – 3. miejsce
99. Oberjoch – 8 marca 1987 (Kombinacja) – 1. miejsce
100. Tignes – 25 marca 1987 (Balet) – 3. miejsce
101. La Clusaz – 27 marca 1987 (Kombinacja) – 1. miejsce
102. Tignes – 11 grudnia 1987 (Jazda po muldach) – 2. miejsce
103. Tignes – 12 grudnia 1987 (Balet) – 3. miejsce
104. Tignes – 13 grudnia 1987 (Kombinacja) – 1. miejsce
105. La Plagne – 18 grudnia 1987 (Balet) – 3. miejsce
106. La Plagne – 20 grudnia 1987 (Kombinacja) – 1. miejsce
107. Mont Gabriel – 8 stycznia 1988 (Balet) – 1. miejsce
108. Mont Gabriel – 10 stycznia 1988 (Kombinacja) – 1. miejsce
109. Lake Placid – 17 stycznia 1988 (Kombinacja) – 2. miejsce
110. Breckenridge – 22 stycznia 1988 (Balet) – 3. miejsce
111. Breckenridge – 24 stycznia 1988 (Kombinacja) – 2. miejsce
112. Inawashiro – 29 stycznia 1988 (Balet) – 3. miejsce
113. Inawashiro – 31 stycznia 1988 (Kombinacja) – 3. miejsce
114. Madarao – 5 lutego 1988 (Balet) – 3. miejsce
115. Madarao – 6 lutego 1988 (Jazda po muldach) – 2. miejsce
116. Madarao – 8 lutego 1988 (Kombinacja) – 1. miejsce
117. Oberjoch – 4 marca 1988 (Balet) – 3. miejsce
118. Oberjoch – 6 marca 1988 (Kombinacja) – 1. miejsce
119. La Clusaz – 11 marca 1988 (Balet) – 3. miejsce
120. Hasliberg – 20 marca 1988 (Kombinacja) – 2. miejsce
121. La Clusaz – 12 marca 1988 (Kombinacja) – 1. miejsce
122. Hasliberg – 18 marca 1988 (Balet) – 1. miejsce
123. Tignes – 10 grudnia 1988 (Balet) – 1. miejsce
124. Tignes – 11 grudnia 1988 (Kombinacja) – 2. miejsce
125. La Plagne – 16 grudnia 1988 (Balet) – 1. miejsce
126. La Plagne – 18 grudnia 1988 (Kombinacja) – 1. miejsce
127. Mont Gabriel – 6 stycznia 1989 (Balet) – 2. miejsce
128. Mont Gabriel – 8 stycznia 1989 (Kombinacja) – 2. miejsce
129. Lake Placid – 14 stycznia 1989 (Balet) – 1. miejsce
130. Lake Placid – 15 stycznia 1989 (Kombinacja) – 1. miejsce
131. Calgary – 20 stycznia 1989 (Balet) – 2. miejsce
132. Calgary – 22 stycznia 1989 (Kombinacja) – 1. miejsce
133. Breckenridge – 27 stycznia 1989 (Balet) – 2. miejsce
134. La Clusaz – 10 lutego 1989 (Balet) – 2. miejsce
135. La Clusaz – 12 lutego 1989 (Kombinacja) – 2. miejsce
136. Voss – 10 marca 1989 (Balet) – 2. miejsce
137. Voss – 12 marca 1989 (Kombinacja) – 2. miejsce
138. Åre – 16 marca 1989 (Balet) – 1. miejsce
139. Åre – 18 marca 1989 (Kombinacja) – 1. miejsce
140. Suomu – 22 marca 1989 (Balet) – 2. miejsce
141. Suomu – 24 marca 1989 (Kombinacja) – 1. miejsce
142. Tignes – 8 grudnia 1989 (Balet) – 3. miejsce
143. La Plagne – 14 grudnia 1989 (Balet) – 1. miejsce
144. Tignes – 16 grudnia 1989 (Kombinacja) – 1. miejsce
145. La Plagne – 17 grudnia 1989 (Kombinacja) – 1. miejsce
146. Mont Gabriel – 5 stycznia 1990 (Balet) – 1. miejsce
147. Mont Gabriel – 7 stycznia 1990 (Skoki akrobatyczne) – 2. miejsce
148. Mont Gabriel – 7 stycznia 1990 (Kombinacja) – 1. miejsce
149. Lake Placid – 12 stycznia 1990 (Balet) – 1. miejsce
150. Lake Placid – 14 stycznia 1990 (Kombinacja) – 1. miejsce
151. Breckenridge – 19 stycznia 1990 (Balet) – 1. miejsce
152. Breckenridge – 21 stycznia 1990 (Kombinacja) – 1. miejsce
153. Calgary – 28 stycznia 1990 (Kombinacja) – 1. miejsce
154. Inawashiro – 9 lutego 1990 (Balet) – 1. miejsce
155. Inawashiro – 11 lutego 1990 (Kombinacja) – 1. miejsce
156. Inawashiro – 11 lutego 1990 (Skoki akrobatyczne) – 1. miejsce
157. Iizuna – 16 lutego 1990 (Balet) – 1. miejsce
158. Iizuna – 18 lutego 1990 (Kombinacja) – 1. miejsce
159. Tignes – 8 grudnia 1990 (Balet) – 1. miejsce
160. Tignes – 8 grudnia 1990 (Kombinacja) – 1. miejsce
161. La Clusaz – 13 grudnia 1990 (Balet) – 1. miejsce
162. Zermatt – 14 grudnia 1990 (Balet) – 1. miejsce
163. Zermatt – 16 grudnia 1990 (Kombinacja) – 1. miejsce
164. Piancavallo – 20 grudnia 1990 (Balet) – 1. miejsce
165. Whistler Blackcomb – 11 stycznia 1991 (Balet) – 1. miejsce
166. Whistler Blackcomb – 13 stycznia 1991 (Kombinacja) – 1. miejsce
167. Breckenridge – 17 stycznia 1991 (Balet) – 1. miejsce
168. Piancavallo – 19 stycznia 1991 (Kombinacja) – 1. miejsce
169. Breckenridge – 20 stycznia 1991 (Kombinacja) – 1. miejsce
170. Calgary – 26 stycznia 1991 (Balet) – 2. miejsce
171. Mont Gabriel – 1 lutego 1991 (Balet) – 1. miejsce
172. Mont Gabriel – 3 lutego 1991 (Kombinacja) – 1. miejsce
173. La Clusaz – 19 lutego 1991 (Balet) – 2. miejsce
174. La Clusaz – 21 lutego 1991 (Kombinacja) – 1. miejsce
175. Skole – 24 lutego 1991 (Balet) – 1. miejsce
176. Skole – 26 lutego 1991 (Kombinacja) – 1. miejsce
177. Oberjoch – 2 marca 1991 (Balet) – 1. miejsce
178. Voss – 8 marca 1991 (Balet) – 3. miejsce
179. Voss – 10 marca 1991 (Kombinacja) – 1. miejsce
180. Pyhätunturi – 14 marca 1991 (Balet) – 1. miejsce
181. Pyhätunturi – 17 marca 1991 (Kombinacja) – 1. miejsce
182. Hundfjället – 22 marca 1991 (Balet) – 1. miejsce
183. Hundfjället – 23 marca 1991 (Kombinacja) – 1. miejsce
184. Tignes – 5 grudnia 1991 (Balet) – 1. miejsce
185. Tignes – 7 grudnia 1991 (Kombinacja) – 1. miejsce
186. Zermatt – 10 grudnia 1991 (Balet) – 1. miejsce
187. Zermatt – 12 grudnia 1991 (Kombinacja) – 1. miejsce
188. Piancavallo – 16 grudnia 1991 (Balet) – 1. miejsce
189. Piancavallo – 17 grudnia 1991 (Kombinacja) – 1. miejsce
190. Whistler Blackcomb – 10 stycznia 1992 (Balet) – 1. miejsce
191. Morzine – 16 stycznia 1992 (Balet) – 1. miejsce
192. Breckenridge – 17 stycznia 1992 (Balet) – 1. miejsce
193. Breckenridge – 19 stycznia 1992 (Kombinacja) – 1. miejsce
194. Lake Placid – 23 stycznia 1992 (Balet) – 1. miejsce
195. Lake Placid – 25 stycznia 1992 (Kombinacja) – 2. miejsce
196. Oberjoch – 31 stycznia 1992 (Balet) – 1. miejsce
197. Oberjoch – 2 lutego 1992 (Kombinacja) – 3. miejsce
198. Inawashiro – 28 lutego 1992 (Balet) – 1. miejsce
199. Inawashiro – 1 marca 1992 (Kombinacja) – 1. miejsce
200. Madarao – 5 marca 1992 (Kombinacja) – 1. miejsce
201. Madarao – 6 marca 1992 (Balet) – 2. miejsce
202. Madarao – 8 marca 1992 (Kombinacja) – 2. miejsce
203. Altenmarkt – 12 marca 1992 (Balet) – 2. miejsce
204. Altenmarkt – 14 marca 1992 (Kombinacja) – 1. miejsce

- W sumie 106 zwycięstw, 56 drugich i 42 trzecie miejsca.